# Diego Bernardès
Pour les articles homonymes, voir Bernardes.
Diego Bernardès, né vers 1540 à Ponte de Barca (entre Douro et Minho), mort en 1596 est un poète portugais.

## Biographie
Secrétaire d'ambassade à Madrid auprès de Philippe II, il suit le roi Sébastien Ier de Portugal en Afrique et est pris à la bataille d'Alcazar.

## Œuvres
Il a surtout réussi dans l'idylle, et est regardé comme le Théocrite du Portugal. Il a intitulé le recueil de ses vingt églogues et trente-trois épitres, le Lyma du nom d'un ruisseau qu'il a chanté.

## Source
Cet article comprend des extraits du Dictionnaire Bouillet. Il est possible de supprimer cette indication, si le texte reflète le savoir actuel sur ce thème, si les sources sont citées, s'il satisfait aux exigences linguistiques actuelles et s'il ne contient pas de propos qui vont à l'encontre des règles de neutralité de Wikipédia.